# Raszynek
Raszynek [pronunciación en polaco: /raˈʂɨnɛk/] es un pueblo ubicado en el distrito administrativo de Gmina Krośniewice, dentro del Distrito de Kutno, Voivodato de Łódź, en Polonia central. Se encuentra aproximadamente a 3 kilómetros al suroeste de Krośniewice, a 16 kilómetros al oeste de Kutno, y a 56 kilómetros al noroeste de la capital regional Łódź.